# Condecoració Territorial
La Condecoració territorial (TD) era una medalla del Regne Unit concedida per haver prestat llargs serveis a la Força Territorial i al seu successor, l'Exèrcit Territorial. Els homes que rebien la condecoració territorial tenien deret a fer servir les lletres TD darrere el seu nom.